# Powinowactwo (film)
Powinowactwo – polski horror z 1984 roku w reżyserii Waldemara Krzystka.

## Obsada aktorska
- Krzysztof Gosztyła − Krzysztof Wolski
- Ewa Błaszczyk − Lucyna Siematycka
- Jadwiga Jankowska-Cieślak − Marta Siematycka, siostra Lucyny
- Ferdynand Matysik − lekarz
- Wanda Węsław-Idzińska − teściowa Krzysztofa
- Grażyna Korin − Kalina, przyjaciółka żony Krzysztofa
- Ryszard Radwański − lektor języka angielskiego

## Fabuła
Początek roku 1982, trwa stan wojenny. Krzysztof pracuje jako nauczyciel. Od kiedy jego żona Gosia wyjechała na stypendium do Baltimore, mieszka sam. Tęskni za nią i często pisze do niej listy. Ma nadzieję, że opuści Polskę i wyjedzie do niej, ale w tej chwili jest to niemożliwe. Pewnej nocy nawiedza go dziwny sen. W nim biegnie nocą przez zasnutą oparami łąkę, która jest pełna fioletowych kwiatów. Niedaleko, na nasypie kolejowym, słyszy majaki kobiety. W mroku zaś powoli zaczynają rosnąć światła jadącego pociągu. Zanim zdąży ją uratować, sen się urywa. Kiedy miesiąc później, Krzysztofa nawiedza ten sam sen, zastanawia się nad jego sensem. Po tym jak dostaje list od żony, że ta zamierza ponownie wyjść za mąż, Krzysztof czuje się zagubiony. Przeglądając atlas z reprodukcjami obrazów trafia na dzieła młodej malarki. Podczas przeglądania odkrywa, że obrazy pokrywają się z jego wizjami. Krzysztof postanawia odnaleźć artystkę.